# European Balloon Festival
El European Balloon Festival es la concentración de globos aerostáticos más importante de España y del sur de Europa, y se celebra en Igualada, (Barcelona) España, cada año en el mes de julio desde su creación en el año 1997. Los impulsores de la iniciativa fueron el entonces concejal de promoción del Ayuntamiento de Igualada Joaquim Romero y el diseñador y consultor de marketing Pep Valls, junto con Josep Maria y Carles Lladó de la empresa Ultramagic y Àngel Aguirre de Globus Kon-Tiki.
El festival tiene una duración de cuatro días (de jueves a domingo) y atrae miles de espectadores en el campo de vuelo de la Avenida de Cataluña, antigua N-II. Los organizadores del festival son el Ayuntamiento de Igualada y las empresas Ultramagic, segundo fabricante mundial de globos aerostáticos, y Globus Kon-Tiki, una empresa igualadina especializada en la organización de vuelos en globo. 
El festival incluye competiciones de vuelo de globos aerostáticos así como exhibiciones, como vuelos cautivos y un "night glow" en el que los globos encienden y apagan sus quemadores tras la puesta de sol, complementado con un espectáculo piromusical.
Entre las competiciones hay diversas pruebas, como alcanzar un globo de helio (globo inflado con helio como gas de elevación) anclado al suelo para ser el primero en pincharlo, acertar desde el aire en medio de una diana, alcanzar unas coordenadas determinadas por el juez, o la prueba del globo liebre y los cazadores, en el que el primero marca una trayectoria que los demás tienen que copiar. Los vuelos se realizan a primera hora del día (alrededor de las 7:30) y al final de la tarde (alrededor de las 20:00), al ser las horas con mejores condiciones meteorológicas para el vuelo. Los visitantes pueden volar en globo, siempre que hagan una reserva con antelación.
En las últimas ediciones, el festival no sólo se celebra en la explanada de la antigua N-II, sino que el centro de la ciudad se llena de fiesta con actividades paralelas relacionadas con los globos, como es el 'Vuelo de ciudad 'en el que una veintena de globos despegan de puntos céntricos de Igualada como la plaza del Ayuntamiento, la plaza de Cal Font, el parque de la Estación Vieja, el aparcamiento del mercado de la Masuca, el parque de Valldaura o el Estadio Atlético. Y por otro lado, los 'iglús de viento', telas de globos recicladas que se convierten en construcciones efímeras para acoger todo tipo de actividades culturales que realizarán diversas entidades igualadinas. Estas experiencias acercan aún más el espectáculo a los ciudadanos y los visitantes que cada año recibe la capital del Anoia con motivo del European Balloon Festival.

## Historia

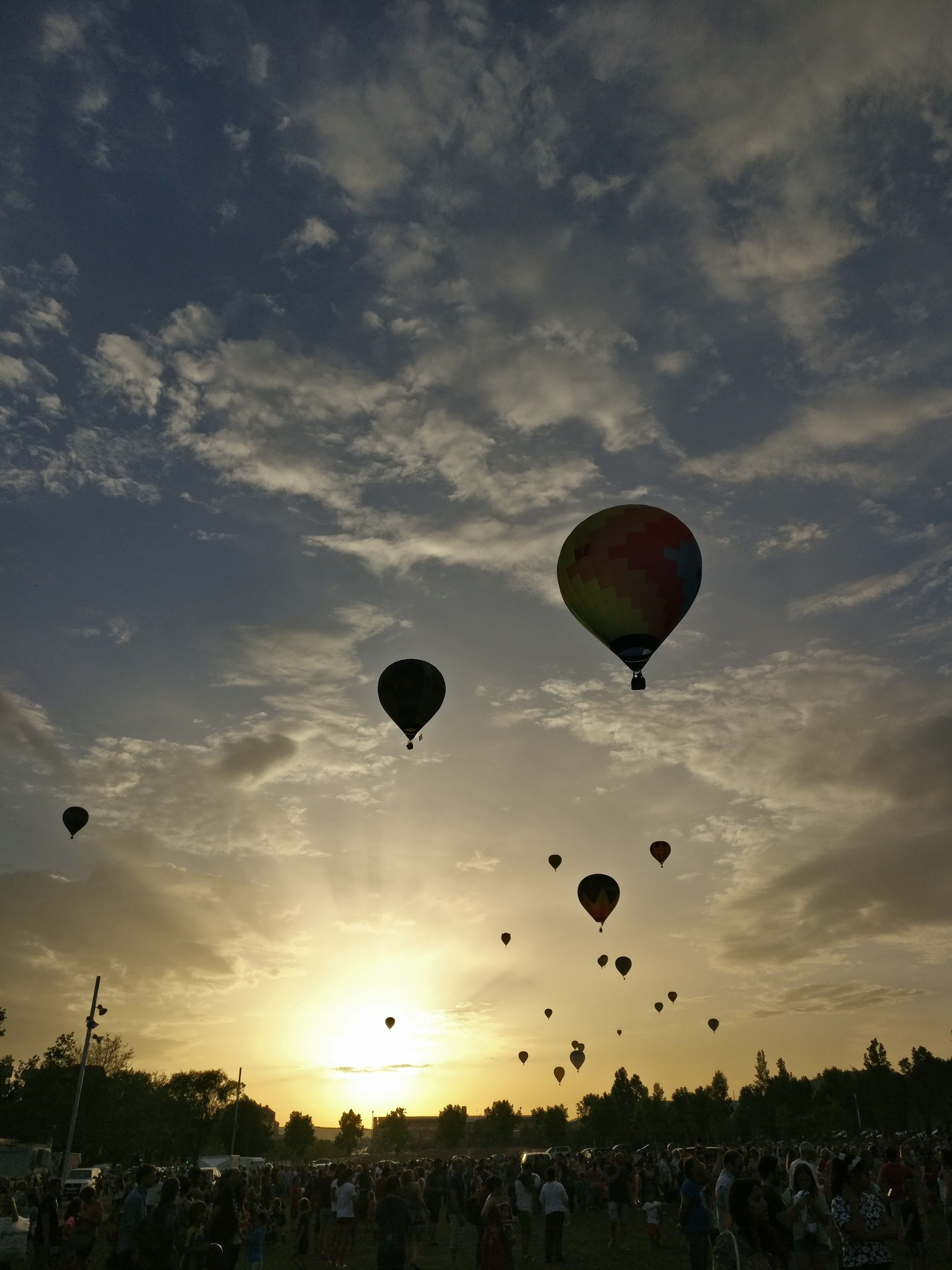
Vuelo del jueves por la tarde, año 2017.

La primera edición del European Balloon Festival tuvo lugar en 1997 y desde entonces se ha organizado todos los años. La edición de 1998 contó con 50 globos que realizaron el "night glow" el sábado a las 22:30.
El festival fue durante varios años uno de los dos componentes de la "Semana del Aire de Igualada", conjuntamente con la feria de aviación deportiva Aerosport organizada por la Feria de Igualada. Posteriormente se modificaron las fechas de Aerosport, que pasó al mes de abril o mayo.
La edición de 2007 del European Balloon Festival reunió 60 pilotos de globos llegados desde Estados Unidos, Emiratos Árabes, Ucrania, Alemania y el Reino Unido, además de España. Se realizaron 7 sesiones de vuelo con más de 20,000 espectadores.
La edición de 2008 contó con un récord de 62 equipos de España, Reino Unido, Francia, Portugal, Suiza, Alemania, Israel e India. Fue una edición especialmente desafiante. Aunque durante el festival las condiciones meteorológicas fueron buenas en general, excepto el viento que anuló el primer vuelo, la lluvia tardía de aquel año retardó la siega en muchos campos de la zona. Esta falta de campos limpios para aterrizar añadió intriga a los vuelos, obligando a los pilotos a afinar mucho más que en ediciones precedentes.
La edición de 2009 contó con la actividad solidaria de la quinta Fiesta por África, el sorteo de vuelos del Club Super3 y un vuelo de competición para perseguir un globo 'liebre'.
La edición de 2010, incluida en el Imagina, Festival de Verano de Igualada, contó con 41 pilotos de Cataluña, España, Alemania, Suiza y la India y 15.000 visitantes. En esta edición se presentó un prototipo sin tripulación del Bloon, un globo de helio que permitiría llevar hasta 8 personas en el espacio, desarrollado por la empresa Zero2Infinity con la colaboración de Ultramagic y la Escuela de Ingeniería de terraza. El pequeño globo estratosférico no tripulado tuvo como objetivo tomar fotografías de la Tierra a 34 km de altitud.
La edición de 2011 contó con la presencia del poseedor del récord mundial de permanencia, Pierrick Duvoisin, que hizo una espectacular larga duración, con un bajo consumo de combustible, a bordo de su globo Ecomagic "Balloon Concept", en el que consiguió el récord mundial de permanencia en vuelo. Y también contó con la presencia de pilotos de lugares como Chile.
En la edición del 2012 se presentó por primera vez el proyecto experimental "Iglú de viento", que consiste en telas de globos recicladas que se hinchan en diferentes puntos del centro de la ciudad y van acompañadas de actividades protagonizadas por entidades culturales. Además, se estrenaron dos zonas en el campo de vuelo de la Avenida Cataluña, la Zona Village destinada a las empresas punteras relacionadas con el mundo aeronáutico y la Fun Zone, una zona con actividades para hacer en familia.
El año 2013, se celebró la primera edición de "El vuelo de tapas", con el objetivo de que los restaurantes del centro participaran también del European Balloon Festival. Así pues, 24 establecimientos de restauración prepararon una selección de tapas diseñadas especialmente para este evento y un grupo de degustadores votaron las mejores tapas. Además, en esta edición del European Balloon Festival fue el marco donde se presentó en sociedad el Globo de la Amistad, un globo que recorrió todo el mundo pilotado por personas de diferentes nacionalidades con el objetivo de difundir la cultura del vuelo.
En la edición del 2014, fieles a la filosofía "globera" de superar todos los límites, la empresa fabricante de globos Ultramagic, desarrolló la cesta accesible, una cesta que reúne dos características principales: una puerta que permite acceder en silla de ruedas y una silla hidráulica en el interior que sujeta el pasajero y lo eleva unos centímetros para que tenga una buena visión del paisaje por encima de la cesta y disfrutar así plenamente del vuelo.
La edición de 2015 presentó como principal novedad la "Cesta Vista" fabricada por la empresa Ultramagic, una cesta con la barandilla más baja diseñada expresamente para volar sentado y con una mesita que permite comer o beber durante el vuelo. Ya que la "Cesta Vista" es ideal para disfrutar de una cata en pleno vuelo, los prestigiosos cocineros David Andrés del restaurante Somiatruites de Igualada y Albert Marimon del restaurante La Cava de Tàrrega, diseñaron a cuatro manos un menú especial para ser degustado al aire. En esta edición un piloto perdió la vida en un vuelo fuera de la competición oficial.

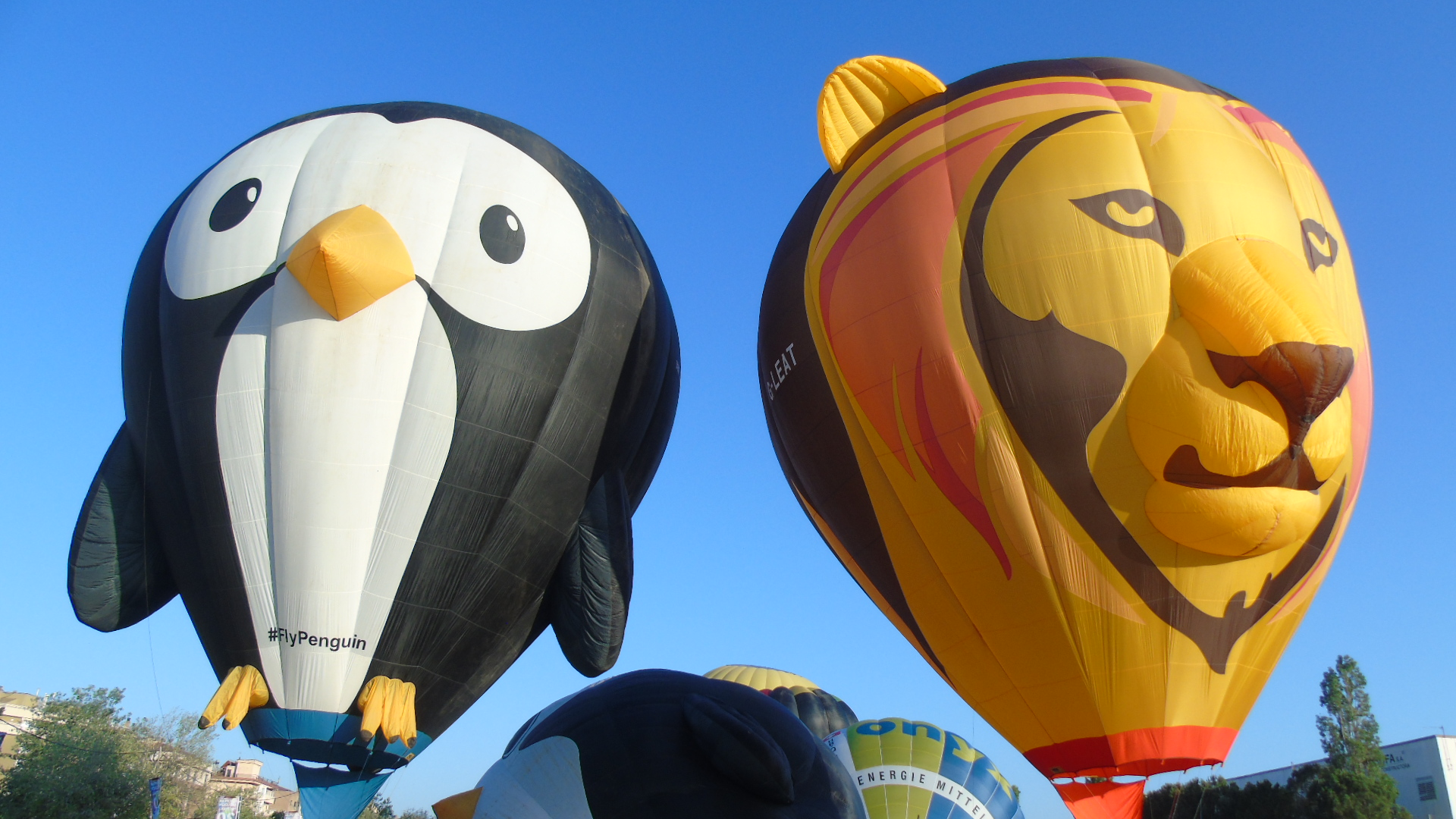
Los globos con formas especiales: un pingüino y un león. European Balloon Festival, año 2016

En 2016, el European Balloon Festival cumple su 20.ª edición: 20 años de globos en la ciudad de Igualada que se tradujeron en cinco días de fiesta y actividades. En esta 20.ª edición del European Balloon Festival participaron una cincuentena de globos y, además, contó con tres globos con formas especiales: dos pingüinos y un león, que marcaron el punto de espectacularidad a la fiesta. Todos los vuelos programados para estos días se pudieron llevar a cabo debido a las buenas condiciones meteorológicas y, este hecho, supuso también que fuera una de las ediciones más participadas. Como en los últimos años, la ciudad de Igualada se llenó de actividades paralelas al festival, con los ya tradicionales iglús de viento y se consolida el 'Vuelo de Ciudad' iniciado en 2015, que lleva los globos al centro de Igualada y brinda una posibilidad única a los ciudadanos de disfrutar de los globos sin salir de casa.

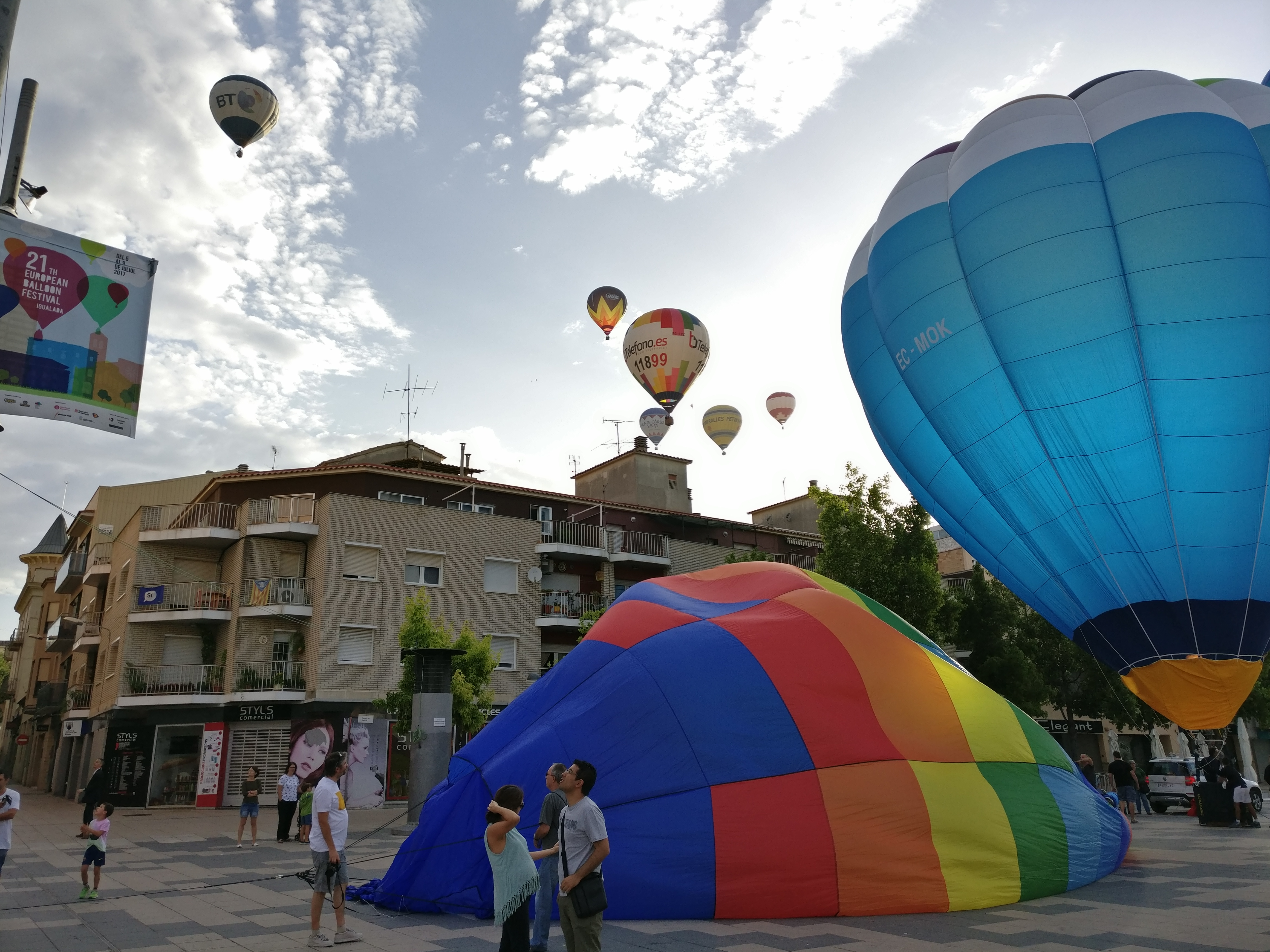
Vuelo de la ciudad, año 2017.

El European Balloon Festival llegó a su edición de 2017 con muchas novedades. La más destacada fue la remodelación de la fase 1 del ‘Parc Central d’Igualada’, que acogió los globos en un entorno de calidad: 25.000 m² de espacio verde con capacidad para acoger 2.000 personas sentadas en las gradas. Un concierto de los SP3 del Club Super3 inauguró el “Parc Central” el viernes día 7 de julio en una gran fiesta familiar que incluyó también vuelos captivos, espectáculos itinerantes y un vuelo multitudinario de cometas. Esta 21.ª edición del festival, se caracterizó también por ser la más participada: un total de 55 pilotos provinientes de todo el mundo llenaron el cielo de Igualada con sus globos. Entre estos globos, se encontraban cuatro formas especiales -dos búhos, un león y un personaje de los Minions- que dieron más espectacularidad y color al Festival. El viernes día 7 por la mañana, los globos se levantaban desde las plazas del centro de la ciudad con el "Vuelo de la Ciudad", en un día en que las condiciones meteorológicas permitieron un vuelo sin problemas. No hubo la misma suerte el sábado, ya que debido al viento y la amenaza de lluvia los globos no se levantaron ni por la mañana ni por la tarde. Asimsimo, el espectáculo nocturno Night Glow Piromusical contó con menos globos participantes, precisamente en un año en que se estrenava un nuevo formato de espectáculo, que bajo el título 'Volàtil' reflexionava sobre el concepto de volar, ideado por el artista igualadino Jordi Enrich. Como en los últimos años, la ciudad de Igualada se llenó de actividades paralelas al festival, con los ya tradicionales iglús de viento.

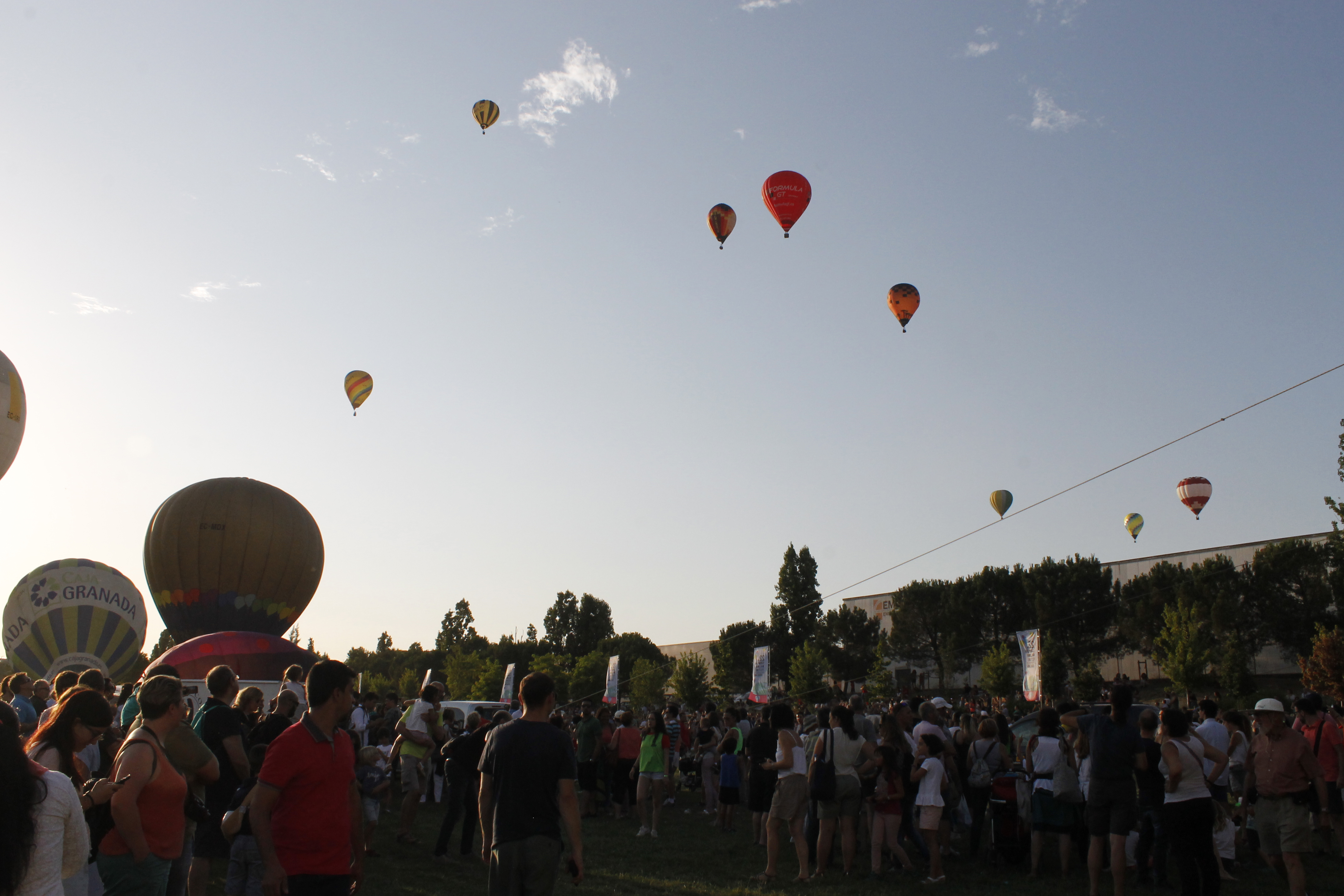
Fiesta en el Parque Central (European Balloon Festival 2018)

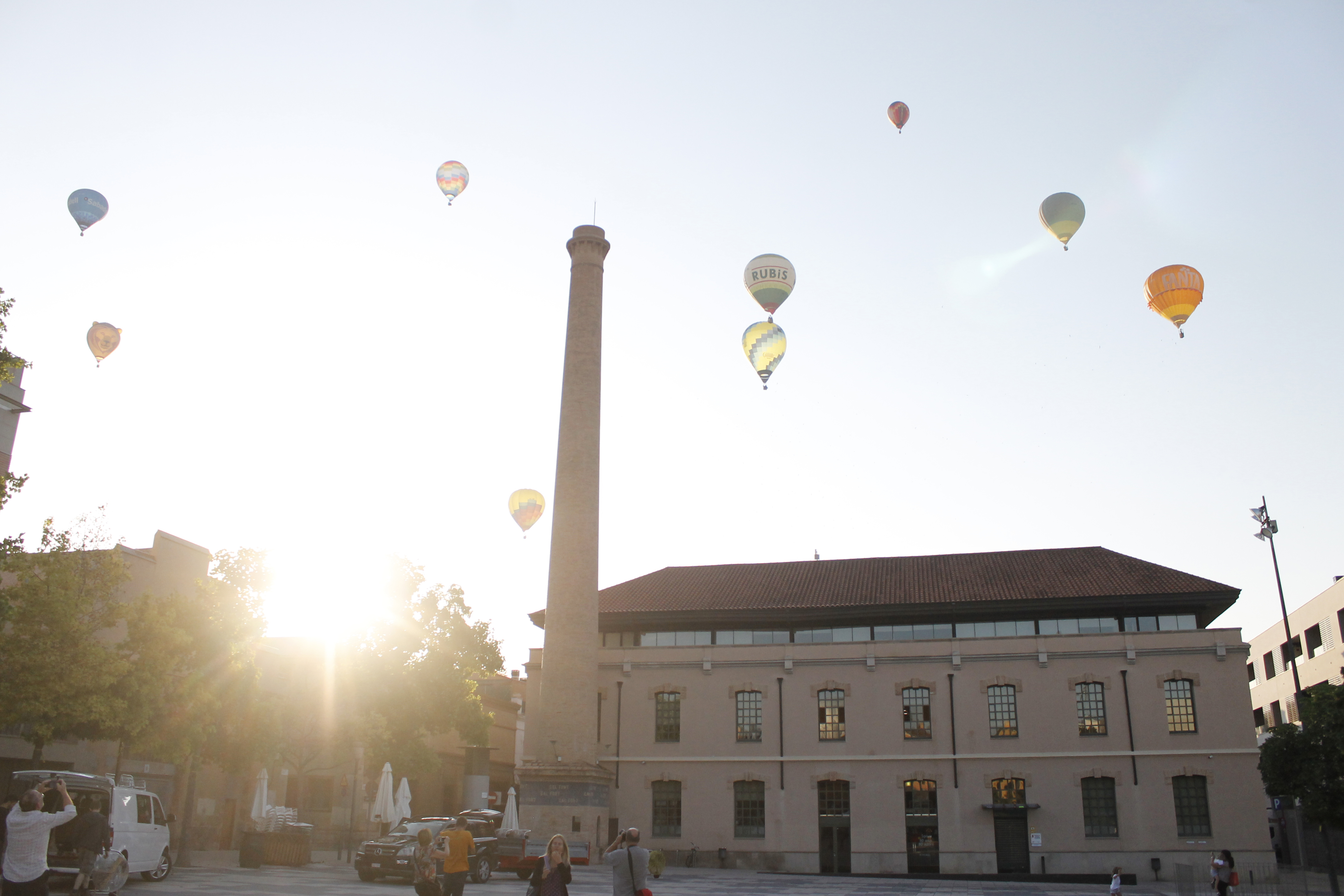
Los globos sobrevuelan la plaza de Cal Font de Igualada (European Balloon Festival 2018)

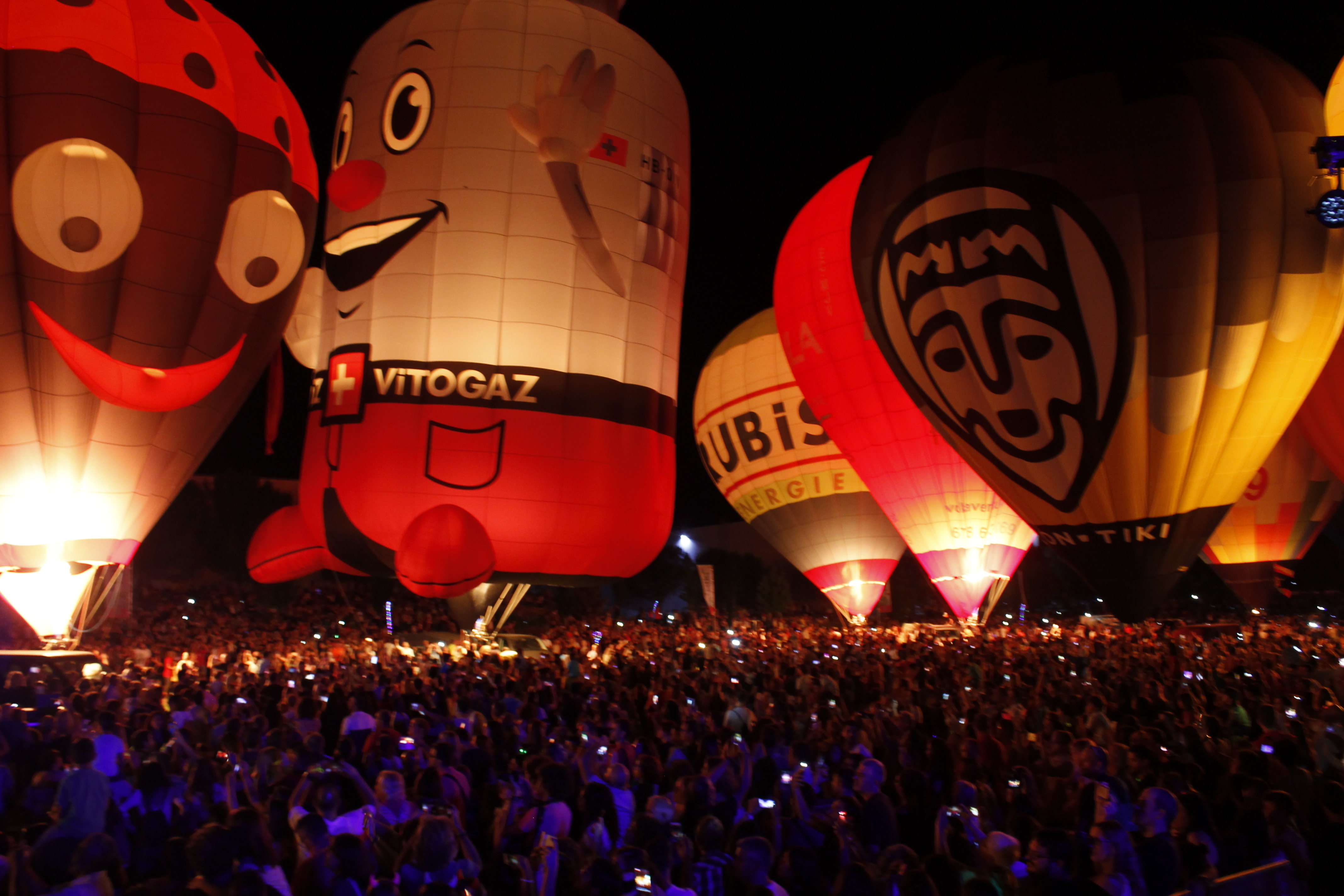
Night Glow Priomusical (European Balloon Festival 2018)

La 22.ª edición del European Balloon Festival se celebró del 12 al 15 de julio de 2018. En esta ocasión, el festival destacó por las buenas condiciones climáticas, que permitieron realizar todos los vuelos previstos sin ningún problema. Acudieron al festival 54 globos venidos de una docena de países diferentes como México, India, Brasil, Israel, Inglaterra, Francia, Italia, Suiza o Bélgica. Algunos de estos globos tenían formas especiales que como un perro, un pirata, un asno, un león y una bombona de gas, que también han competido junto el resto de globos en las diferentes pruebas de vuelo realizadas durante los cuatro días de competición. El buen tiempo y las nuevas instalaciones del Parque Central, estrenadas en 2017, contribuieron a que el campo de vuelo se llenara de un numeroso público, especialmente la noche del sábado donde se reunieron más de 25.000 personas para presenciar el espectáculo nocturno NightGlow Piromusical, el plato fuerte del festival. El European Balloon Festival también ha tenido otros momentos álgidos, como el vuelo de ciudad del viernes, con el despegue de globos desde plazas céntricas de la ciudad, y la fiesta infantil "Dibuja tu parque" que contó con la familia del Club Super 3 y Macedonia.

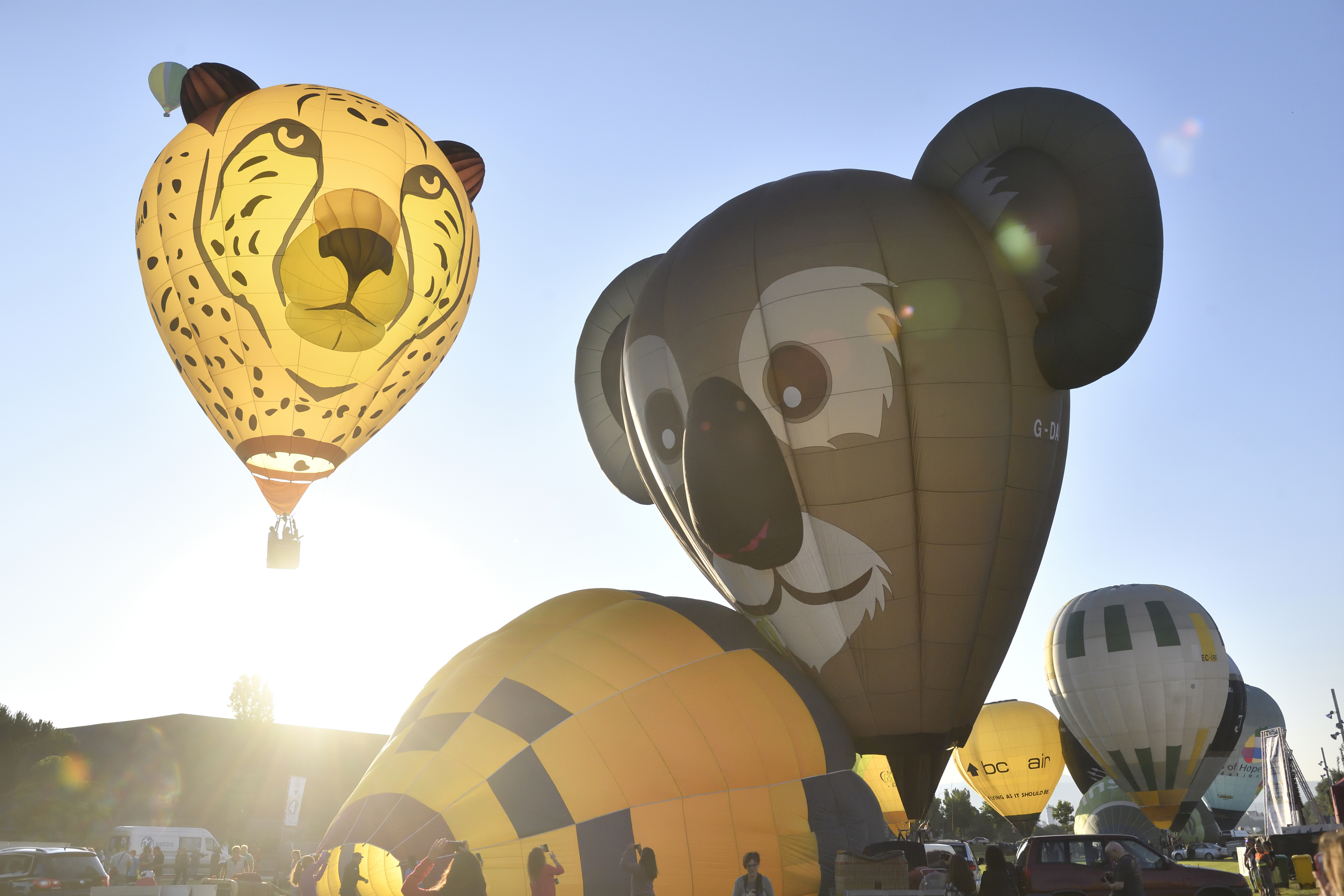
Formas animales. European Balloon Festival 2019

El festival de globos aerostáticos European Balloon Festival llegó a su 23.ª edición batiendo récord de participación de pilotos, con cerca de 60 globos venidos de todo el mundo. Con el eslogan "El festival de globos más animal", el European Balloon Festival tuvo como invitados especiales globos aerostáticos con formas animales, como un león, una pantera, un loro, un koala y un guepardo. Las buenas condiciones meteorológicas de los cuatro días del festival permitieron a los pilotos hacer vuelos apacibles y, al mismo tiempo, animó al público a asistir a los actos programados en el Parque Central, como la fiesta infantil del viernes por la tarde y el espectáculo nocturno Night Glow, donde los globos encienden y apagan los quemadores al ritmo de la música, creando un gran espectáculo visual. La 23.ª edición del European Balloon Festival terminó el sábado por la noche, con el concierto de JoKB y Oques Grasses, y desde la organización se calcula que tan solo el sábado por la noche unas 25.000 personas asistieron al festival.

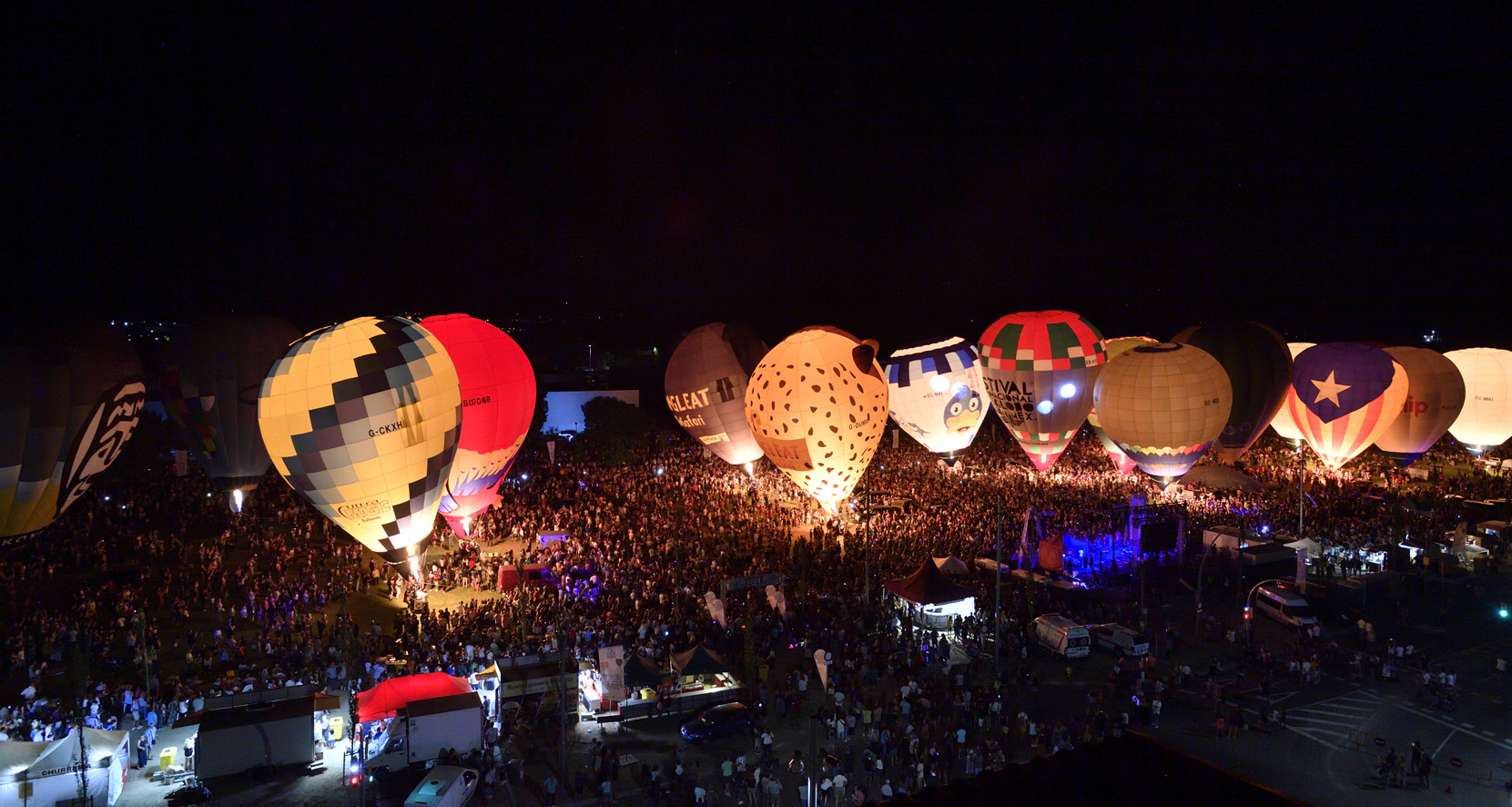
Night Glow. European Balloon Festival 2019

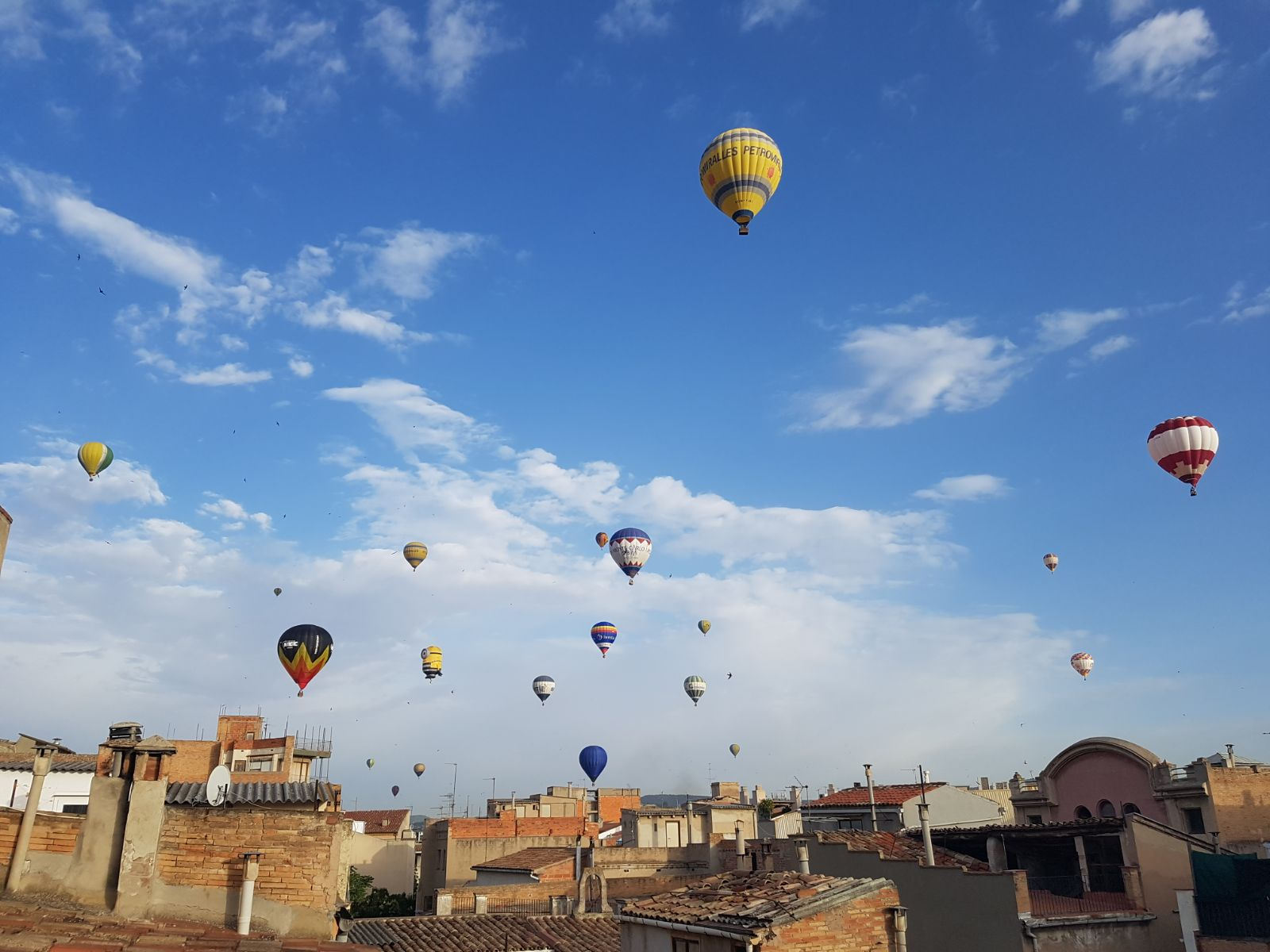
Los globos sobrevuelan Igualada, año 2017.

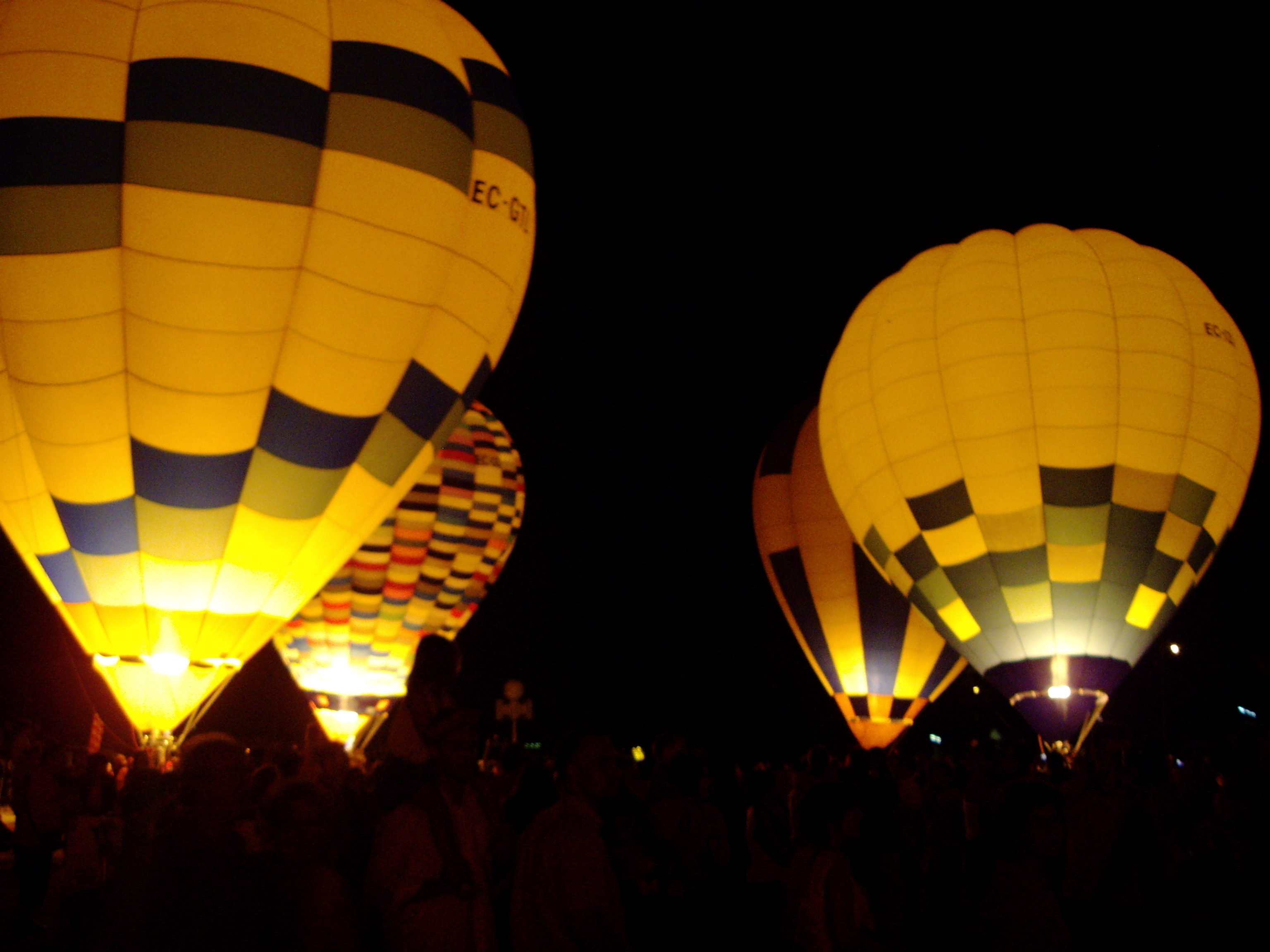
"Night glow", 2008.
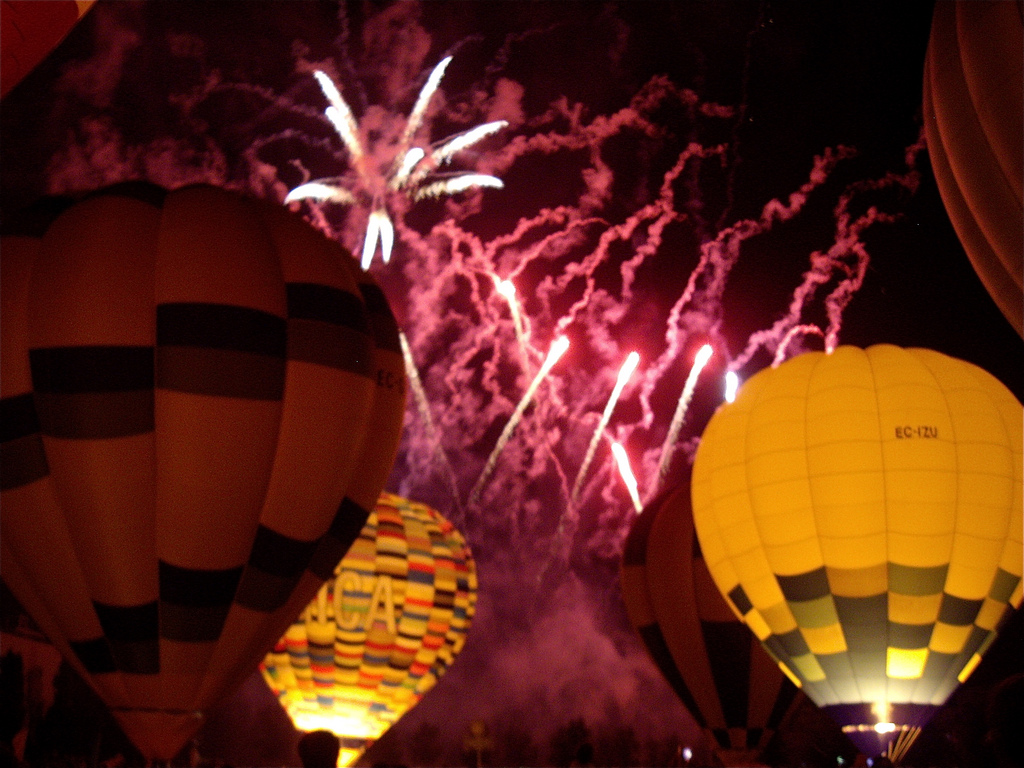
"Night glow" y piromusical, 2008.
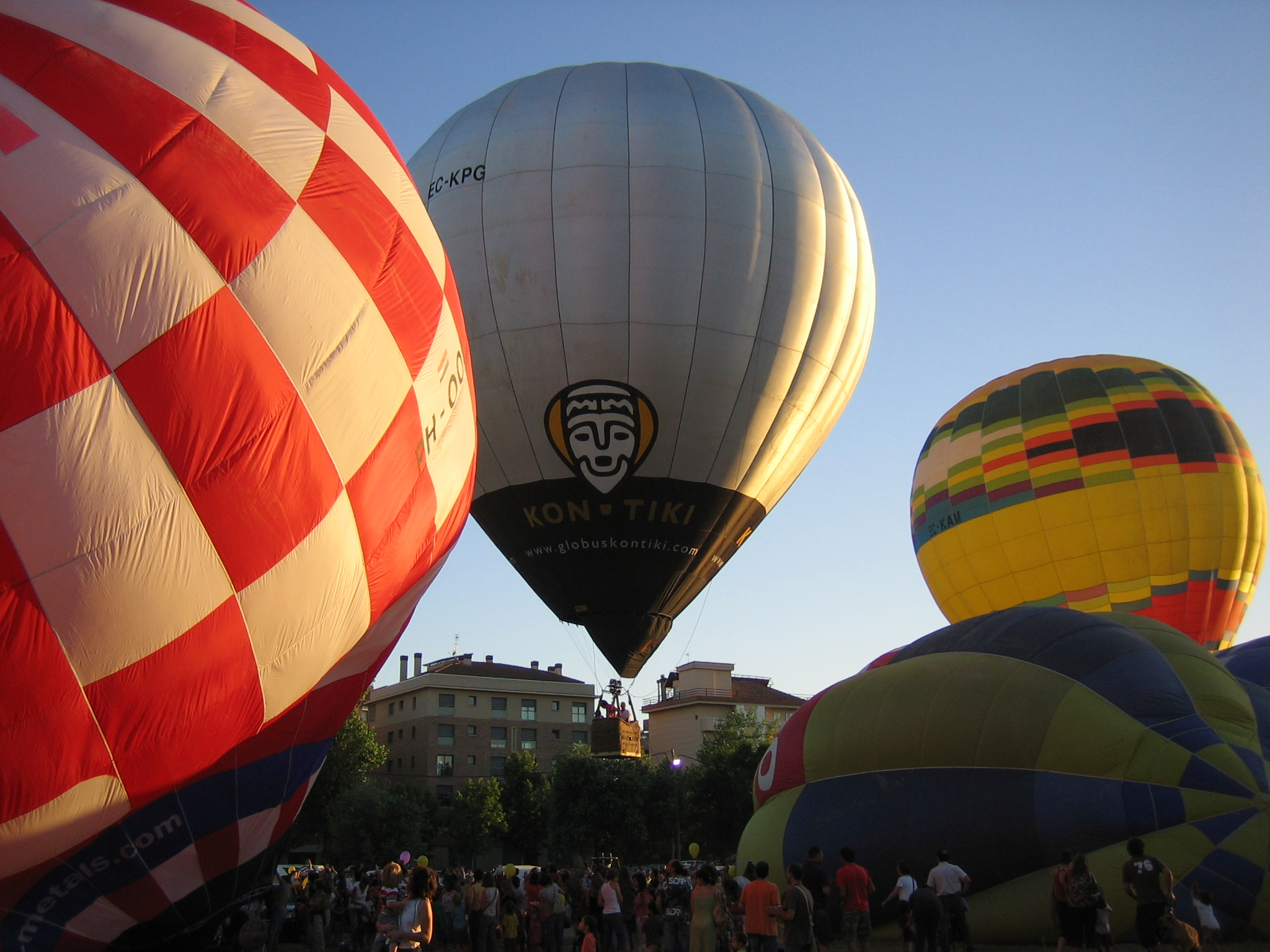
Inflando globos, año 2008.
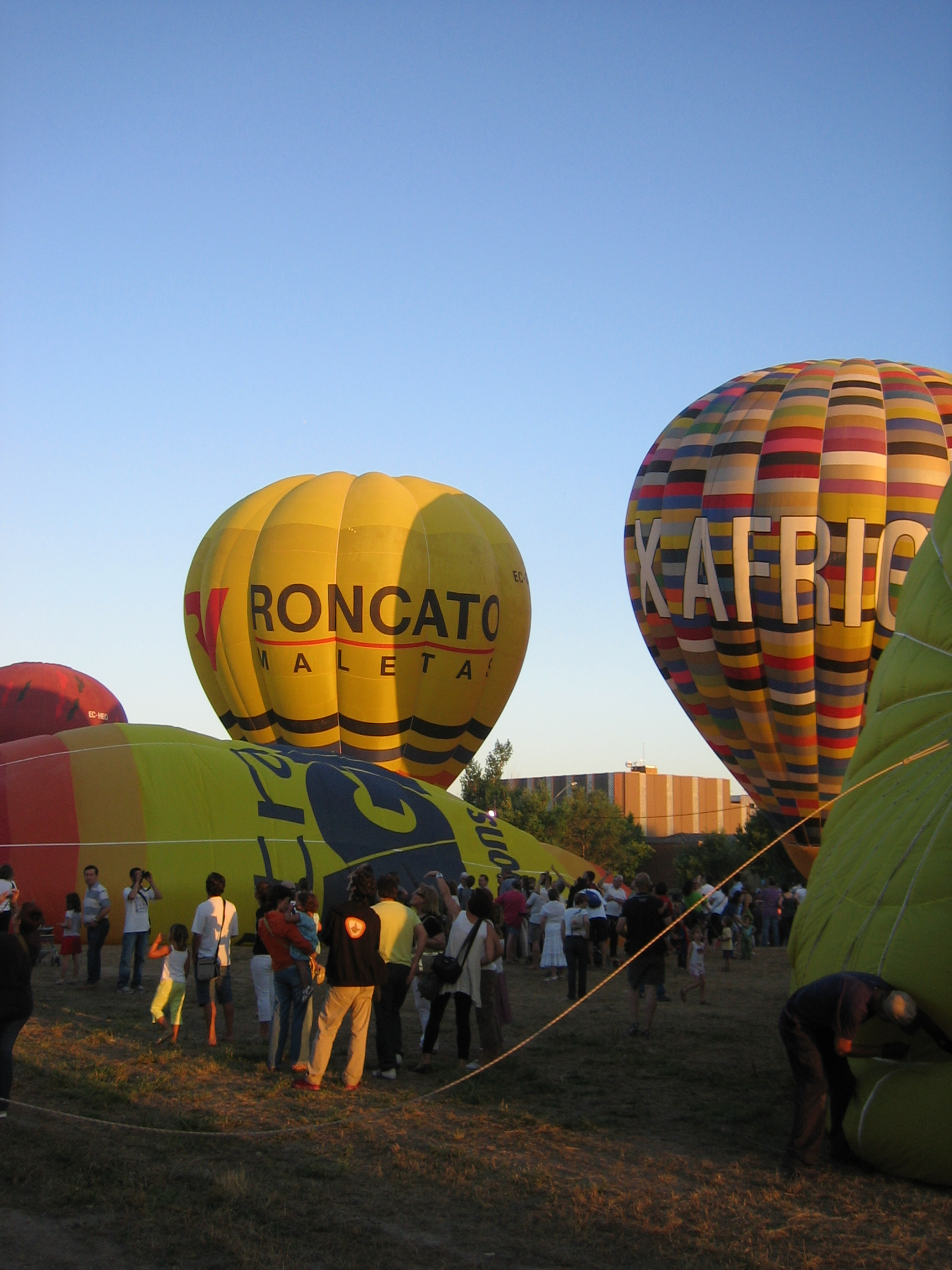
Año 2008.
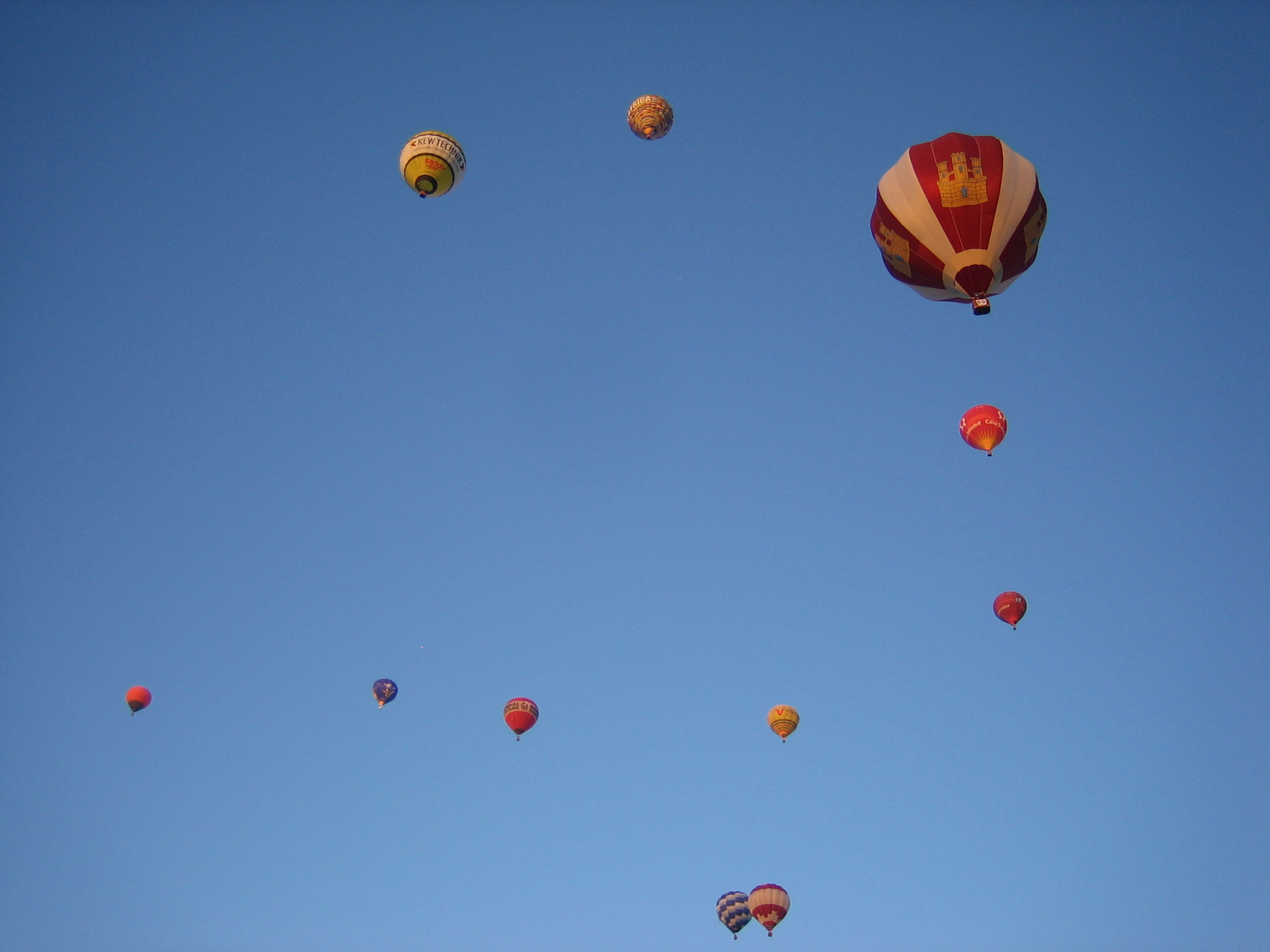
Año 2008.
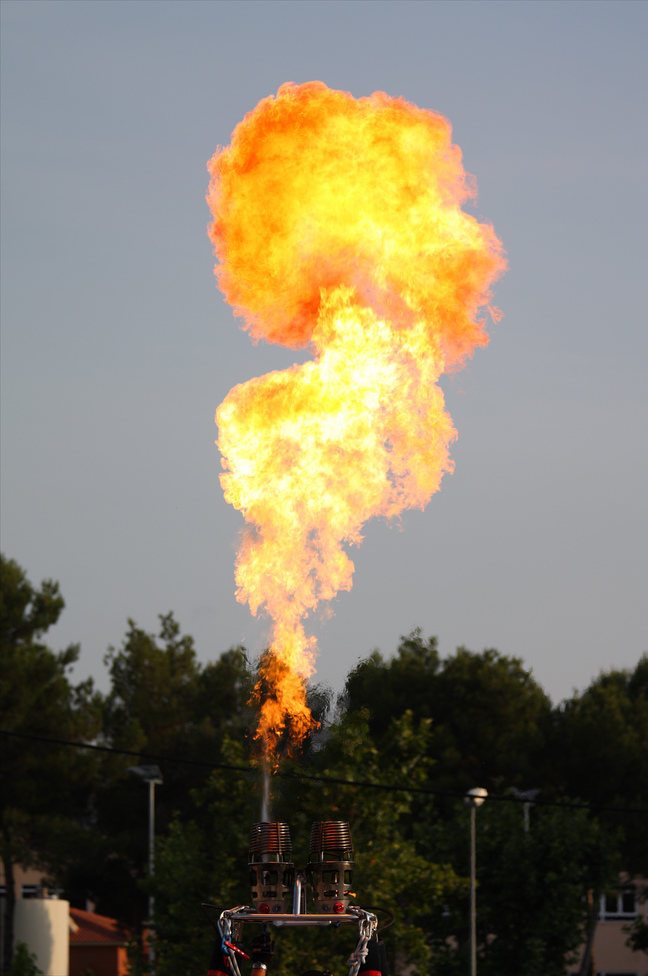
Año 2009.